# Louise de Bettignies
Louise de Bettignies, née le 15 juillet 1880 à Saint-Amand-les-Eaux (Nord) et morte le 27 septembre 1918 à Cologne (Allemagne), est une résistante et une agente du renseignement française qui travaille, sous le pseudonyme d’Alice Dubois, pour le compte de l’armée britannique durant la Première Guerre mondiale. Son réseau Alice contribue à sauver la vie d'un millier de soldats britanniques. Arrêtée, elle meurt en prison à la suite des mauvais traitements infligés. Elle est surnommée la reine des espions et Jeanne d’Arc du Nord.

## Biographie

### Famille
Louise Marie Henriette Jeanne de Bettignies est née le 15 juillet 1880 à Saint-Amand-les-Eaux. Elle est l'avant-dernière des huit enfants d'Henri-Maximilien de Bettignies (1834-1903), manufacturier de porcelaines et faïences à Saint-Amand-les-Eaux et capitaine de la Garde nationale, et de Julienne-Marie Mabille de Poncheville (1844-1927),.
La famille de Bettignies est originaire de Tournai et fondatrice, en 1751 d'une manufacture de porcelaine d'art. Le grand-père de Louise de Bettignies, Maximilien Joseph de Bettignies, obtient la nationalité française en 1831. Le père, Henri-Maximilien de Bettignies, vend la Société des Produits Céramiques du Nord peu de temps avant la naissance de sa fille.

### Éducation
Malgré les difficultés financières de son père, Louise de Bettignies fait des études secondaires à Valenciennes chez les Sœurs du Sacré Cœur.

« Elle était mon aînée de six ans. Je la voyais le plus souvent à Valenciennes, chez notre commune grand-mère, […] Louise était blonde, frêle d'apparence, avec un visage mobile et des yeux perçants qui semblaient fureter de toutes parts. Elle ne tenait pas en place. Il est vrai que les jours où je la voyais ainsi, vers sa douzième année, étaient ses jours de sortie. Pensionnaire avec sa sœur, Germaine, au Couvent de la Sainte-Union des Sacrés-Cœurs, les bonnes religieuses nourrissaient sur le compte de cette vive enfant, à ce que j'ai su, des opinions analogues à celle de sa grand-mère. Cependant, elle travaillait de façon à leur donner satisfaction. »

— André Mabille de Poncheville

« […] je garde encore le souvenir vivace de ma cousine germaine avec laquelle je me retrouvais chez notre grand-mère, rue Capron, à Valenciennes… Louise avait, alors, une douzaine d'années. Nous étions, toutes deux, élèves des Dames de la Sainte-Union, elle comme pensionnaire, moi comme externe. Elle montrait déjà un caractère vif, enjoué… Oui, Louise était très gentille, très intelligente et faisait preuve de beaucoup de personnalité. »

— Madame Marc Delcourt
À partir de 1895 ses parents habitent à Lille, au 166 rue d'Isly. Louise de Bettignies part en 1898 en Angleterre pour poursuivre des études supérieures chez les Ursulines à Upton (Essex), puis à Wimbledon, chez les Ursulines,, et à Oxford. La mort de son père à Lille en avril 1903 la fait revenir dans cette ville où elle termine ses études à la faculté des lettres de l'université de Lille, en 1906.
À l'issue de ses études, elle a acquis une parfaite maîtrise de l’anglais, de l’italien et de l’allemand et se débrouille en russe, en tchèque ou encore en espagnol.

### La nécessité d'un emploi
Elle travaille alors comme préceptrice à Pierrefonds, puis entre au service du comte Visconti de Modrone à Milan en Italie. Elle profite de son séjour en Italie pour visiter la péninsule en 1906, alors qu'elle est chez les Visconti, elle voyage beaucoup à travers l'Italie. En 1911, elle se rend en Galicie autrichienne chez le comte Mikiewsky, près de Lemberg. De 1911 à 1912, elle se trouve chez le prince Carl Schwarzenberg, au château de Worlick,.
Elle s'installe ensuite chez la princesse Elvira de Bavière, au château de Holesclau, en Autriche-Hongrie. Elle y aurait rencontré le Kronprinz Rupprecht de Bavière, qu'elle croise à nouveau en 1915 quand il commande les troupes allemandes stationnées en Belgique. C’est là qu’il lui est proposé de devenir la préceptrice des enfants de l'archiduc François-Ferdinand, héritier du trône d’Autriche. Elle décline l’offre et revient en France. De retour à Lille au début de 1914, où elle est opérée de l’appendicite, elle conduit sa mère chez un de ses frères à Bully-les-Mines, puis retourne à Lille, rue d'Isly.
À la déclaration de guerre, Louise vit dans une villa à Wissant, louée par son frère Albert. Très catholique, elle envisage à cette époque de devenir carmélite.

## Première Guerre mondiale

### Contexte à Lille
Lille est déclarée « ville ouverte » le 1er août 1914 et l’état-major quitte la ville le 24 août. La ville est soumise à de violents bombardements en octobre 1914. Troupes et services de l'État quittent la ville dans la confusion, laissant la place à l’abandon.
Louise de Bettignies et sa sœur Germaine Houzet vivent ensemble au 166, rue d'Isly. Leur amie, Germaine Féron-Vrau (1869-1927), responsable départementale de la Ligue patriotique des Françaises et fondatrice de l'hôpital de la Croix-Rouge les recrute toutes deux comme infirmières. Louise de Bettignies est alors âgée de 34 ans.
Traversant les ruines de Lille, Louise de Bettignies assure la navette (munitions et aliments) avec les soldats qui tirent encore sur les assiégeants. Dans les hôpitaux de fortune, elle écrit les lettres en allemand dictées par les mourants allemands pour leur famille.

### Le renseignement
Alexis-Armand Charost, évêque du diocèse de Lille, lui demande d'emporter vers la France libre le tout premier courrier de Lille, des lettres destinées à des réfugiés civils qu'elle transporte, cousues à ses vêtements ou, selon une version moins crédible, écrites sur ses jupons au jus de citron. Arrêtée par un soldat à la gare de Péronne, elle reconnaît Ruprecht de Bavière dans un groupe d'officiers. Il se souvient d'elle et lui procure un laissez-passer qui lui permet de poursuivre son voyage en toute sécurité. Elle continue son périple à travers la Belgique, les Pays-Bas et l’Angleterre. À son arrivée à Folkestone, elle est interrogée par les forces de l’ordre. Elle impressionne les services secrets britanniques par ses compétences linguistiques, son courage et son patriotisme. On lui propose alors de servir d’agente pour la Grande-Bretagne,. D'après d'autres sources, c'est à son retour en France qu'elle est recrutée et retourne alors en Grande-Bretagne pour sa formation.
Louise de Bettignies s'initie en quelques jours au rudiment de l'espionnage lors d'un stage à Folkestone. Elle prend le pseudonyme d’Alice Dubois, employée d'une société d'import-export en France libre et est ensuite exfiltrée en zone occupée, où elle monte avec son amie Léonie Vanhoutte, dite Charlotte Lameron, un vaste réseau de renseignements dans le Nord de la France pour le compte de l’armée britannique et de l’Intelligence Service. le réseau Ramble (pour les Britanniques) ou Alice,.
En 1915, elle construit, en deux semaines, sur 40 km de front autour de Lille derrière les lignes allemandes, le réseau de renseignement qui se révélera le plus étendu et le plus efficace de toute la guerre. Elle dirige de 80 à 100 personnes appartenant à toutes les couches de la société du département du Nord. On estime qu’elle sauve la vie de plus d’un millier de soldats britanniques pendant les 9 mois de sa pleine activité (janvier à septembre 1915),,.
Avec Léonie Vanhoutte, elle centralise des informations sur les opérations de l'armée allemande qui, via la Dame blanche, le réseau de renseignements belge de Walthère Dewé, sont transmises aux Britanniques par les Pays-Bas restés neutres. Le réseau organise aussi des passages de frontière, l'hébergement, l'observation des mouvements de trains, de troupes et de matériel, mais aussi du passage de courriers et, parfois, de presse clandestine.
Louise de Bettignies se rend une fois par mois à Folkestone avec des messages écrit sur un papier à cigarette à la plume fine, ce qui permet d'écrire plus de deux mille mots dans un alphabet spécial. Ces messages sont ensuite cousus dans l'ourlet d'un sac à main ou d'un vêtement, roulés autour d'une baleine de corset, glissés dans des cheveux, mêlés au tabac d'une cigarette, mis dans le creux d'un bouton ou d'un talon de soulier. Pour ces expéditions, elle traverse la Belgique puis franchit la frontière hollandaise avec un passeur ou une passeuse.
Le réseau Alice signale le jour et l’heure de passage à Lille du train impérial transportant l'empereur Guillaume II en visite secrète sur le front. Lors de l’approche de Lille, des avions anglais bombardent le train, mais manquent leur cible,. L’un des derniers messages de Louise de Bettignies annonce la préparation d’une gigantesque attaque allemande pour début 1916 sur Verdun. L’information est relayée au commandement français, mais celui-ci refuse d’y croire.

### Arrestation
Léonie Vanhoute est arrêtée en septembre 1915. Le 20 octobre 1915, Louise de Bettignies se rend tout de même à Bruxelles avec le courrier pour l'Angleterre. Au poste de Froyennes, près de Tournai, elle doit prendre le train. Ce jour-là, la garde allemande fouille toutes les femmes dans une salle du Café du Canon d'or. Le cocher passe sans encombre avec le courrier caché dans la banquette. Une jeune fille, embarquée en route, est dévêtue et rudoyée. Louise dégrafe sa robe dans le dos tout en faisant glisser sa bague, en retirer un pli et l'avaler à l'insu des contrôleuses. Malheureusement, un soldat qui s'essuie les mains derrière la porte vitrée d'une autre salle réalise le geste et donne l'alerte. Refusant d'absorber un vomitif, Louise de Bettignies reçoit un violent coup de crosse à la poitrine dont la lésion serait à l'origine de sa mort, trois années plus tard. Elle est arrêtée par les Allemands le 20 octobre 1915 et enfermée à la prison de Tournai. Les allemands font le rapprochement entre les deux femmes bien qu'elles prétendent ne pas se connaître.
Elle est jugée expéditivement et condamnée à mort pour trahison le 16 mars 1916 par le conseil de guerre à Bruxelles. Une peine de 15 ans de travaux forcés est prononcée pour Léonie Vanhoutte.
« La décision du conseil de guerre n'est pas discutable. J'accepte ma condamnation avec courage. Lors de mon opération, j'ai envisagé la mort avec calme et sans effroi, j'y joins aujourd'hui un sentiment de joie et de fierté, car j'ai refusé de dénoncer qui que ce soit, et j'espère que ceux que j'ai sauvés par mon silence m'en sauront gré. » (Lettre envoyée à la supérieure des Carmélites d'Anderlecht).
Dans une lettre adressée au gouverneur de Belgique, le général Moritz von Bissing, Louise de Bettignies demande la libération de ses co-accusés. Face à la condamnation internationale des exécutions d'Edith Clavell et Gabrielle Petit, la sentence est commuée en travaux forcés à perpétuité,.
La notoriété et le prestige de Louise de Bettignies sont alors déjà considérables en France et en Grande-Bretagne. La veille de son arrivée à Sieburg, elle est citée à l'ordre de l'armée le 20 avril 1916 par le général Joseph Joffre,.

### Dernières années
Elle est détenue avec Léonie Vanhoutte dans la forteresse de Siegburg, près de Cologne. Elle y fait de l’opposition, refusant de parler ou de travailler pour l’industrie de guerre allemande. Cette attitude lui vaut des conditions de détention plus dures. Elle est mise à l'isolement pour incitation à la mutinerie dans un cachot noir et humide dont elle ressort mourante.
Louise de Bettignies meurt, après 3 ans de détention, le 27 septembre 1918, des suites de sa mise à l'isolement, d'une absence de soins volontairement décidée par Herr Dürr, ancien officier prussien réformé et directeur de la forteresse[réf. nécessaire], et d'un transfert trop tardif à l'hôpital Sainte-Marie de Cologne où elle meurt à la suite d'un abcès pleural mal opéré,,. Elle est enterrée au cimetière de Westfriedhof.
Sa dépouille est rapatriée le 21 février 1920 et, le 16 mars 1920, des funérailles solennelles sont organisées à Lille au cours desquelles elle est décorée à titre posthume de la croix de chevalier de la Légion d'honneur décernée en octobre 1918,, de la croix de guerre 1914-1918 avec palme et de la médaille militaire britannique, et est faite officier de l'ordre de l'Empire britannique. Son corps est inhumé au cimetière de Saint-Amand-les-Eaux dans le caveau familial.
Léonie Vanhoutte est libérée quelques semaines après la mort de Louise et décorée de la croix de guerre en 1919. Le journaliste Antoine Rédier l'interroge pour son livre La Guerre des femmes sur le réseau Alice. Ils se marient en juillet 1934. À la fin des années trente, Léon Poirier réalise le film Sœur d’armes, sur base du livre d’Antoine Rédier.

## Décorations
- Chevalier de la Légion d'honneur à titre militaire et à titre posthume (décret du 7 octobre 1918)
- Croix de guerre 1914–1918, palme de bronze (1 citation à l'ordre de l'armée le 20 avril 1916)

- Médaille militaire (Royaume-Uni)
- Officier de l'Ordre de l'Empire britannique

## Hommages

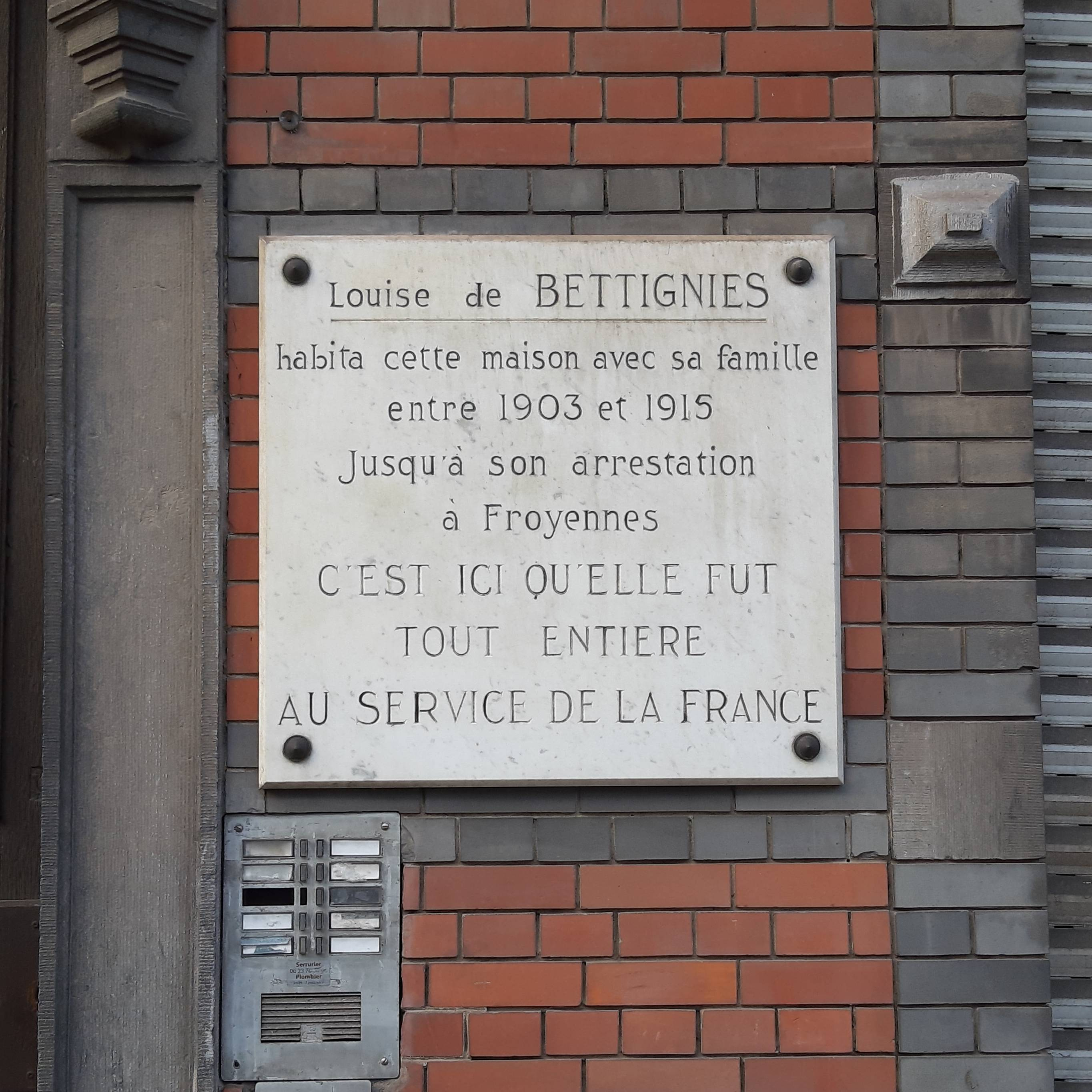
Plaque commémorative, rue d'Isly à Lille.

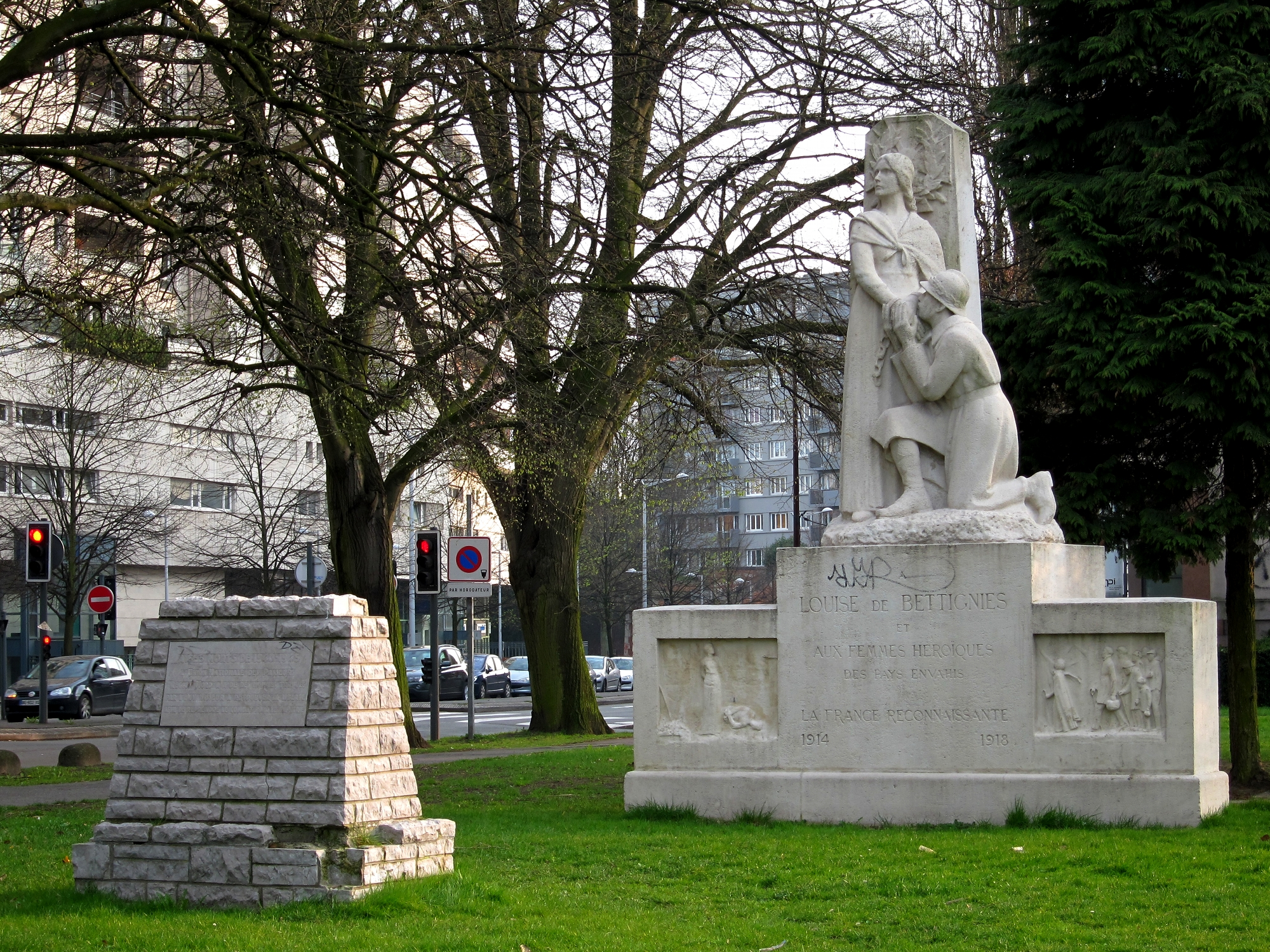
Le monument à Louise de Bettignies, à Lille.

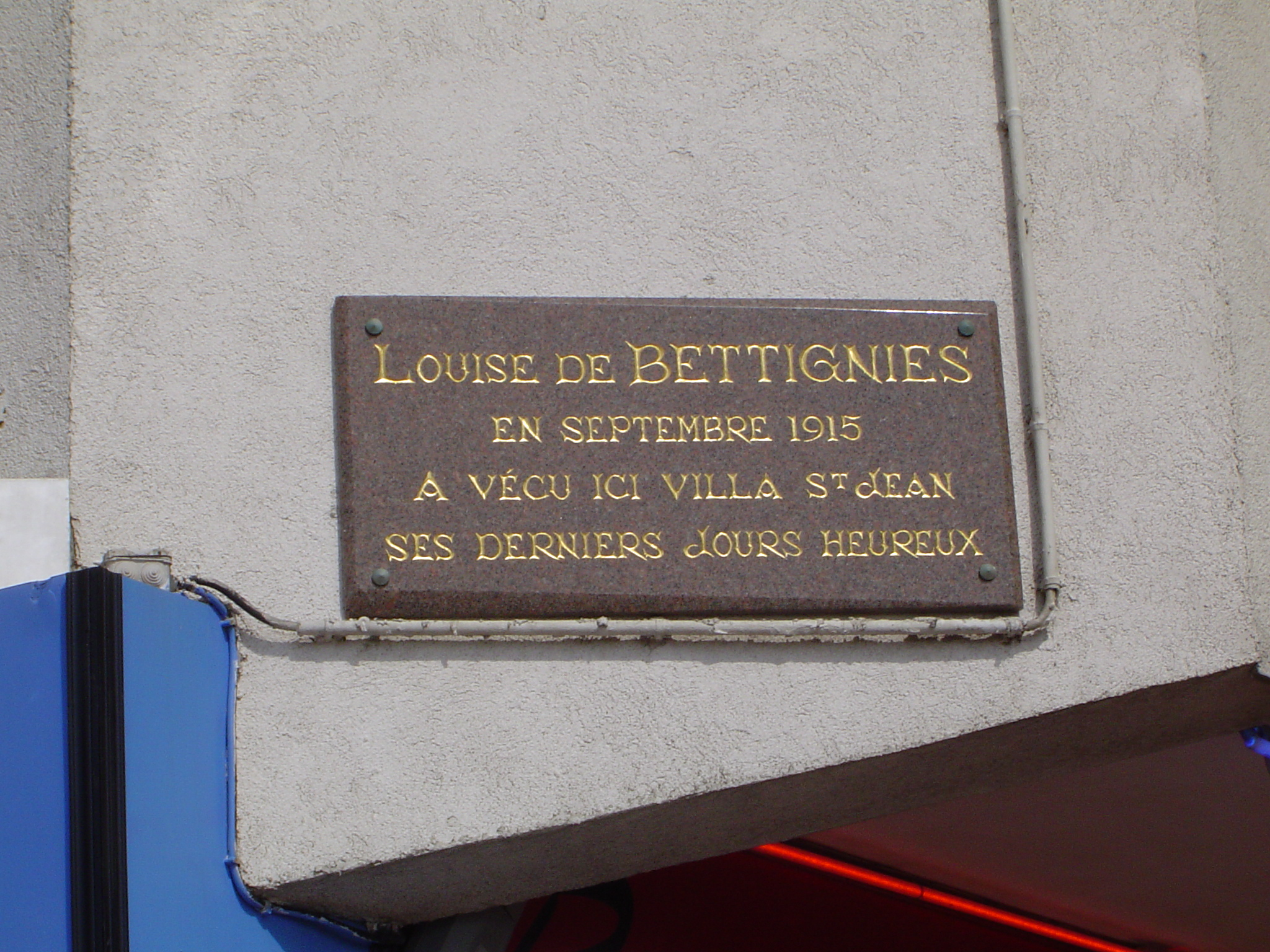
Le Touquet-Paris-Plage.

De nombreux ouvrages retracent sa biographie, de même que les films Espionnage ou la Guerre sans armes de Jean Choux sorti en 1928 et Sœurs d'armes d'Antoine Rédier sorti en 1937.
Alexis-Armand Charost, évêque du diocèse de Lille, la surnomme « la Jeanne d'Arc du Nord », expression reprise par les médias. En janvier 2020, Le Réseau Alice par Kate Quinn a été publié aux éditions Hauteville. Cette fiction historique a reçu les félicitations de l’Historical Novel Society (en) et a pour but de mettre en lumière les actions de ce groupe de femmes au sein du réseau d'Alice Dubois. Elle est également surnommée « reine des espions ».
Un monument sculpté par Real del Sarte a été érigée en sa mémoire boulevard Carnot à l'entrée de Lille en novembre 1927. Il représente Louise de Bettignies, debout, regardant au loin, alors qu’un soldat reconnaissant baise sa main.
Plusieurs autres communes du Nord et de Bretagne ont donné son nom à des rues (à Saint-Amand-les-Eaux, Villeneuve-d'Ascq, Rennes, Quimper, Vannes, ...) ou à des équipements publics, en particulier des écoles (à Dunkerque, La Madeleine, Lambersart, Faches-Thumesnil...).
En 2004, la municipalité de Saint-Amand-les-Eaux fait l'acquisition de sa maison natale située dans la ville, rue Louise-de-Bettignies (anciennement rue de Condé) pour en faire, en 2008, un musée, basé sur la vie de Louise de Bettignies et des résistantes du Nord-Pas-de-Calais et de Belgique. Une grande fresque représentant le visage de Louise de Bettignies y est apposée et inaugurée en 2021. La ville a le projet d'y créer un centre d’interprétation citoyen dédié aux femmes résistantes de France et du monde (toujours à l'état de projet en janvier 2022).
En septembre 1915, Louise de Bettignies a séjourné, avec sa mère, à la villa Saint-Jean au Touquet-Paris-Plage. De destructions en reconstructions, une plaque commémorative est toujours apposée à l'angle nord-est de la rue Saint-Jean et du boulevard du Docteur-Jules-Pouget, on peut y lire ceci « Louise de Bettignies, en septembre 1915, a vécu, ici, villa Saint-Jean, ses derniers jours heureux ».
La 44e promotion d’attachés stagiaires de l’IRA de Lille a choisi le nom de Louise de Bettignies
La 195e session régionale de l'IHEDN a choisi en 2014 le nom de Louise de Bettignies.
Le 27 septembre 2018, une commémoration pour le centenaire de sa disparition a lieu à Lille.

### Bibliographie

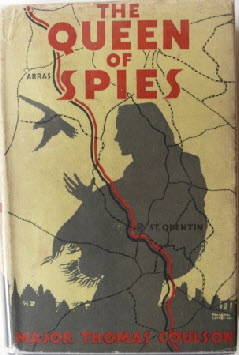
Couverture du livre The queen of spies, de T. Coulson.

## Pour approfondir